# Městské muzeum v Chotěboři
Městské muzeum v Chotěboři (patřící pod příspěvkovou organizaci Cekus Chotěboř) je muzeum v Chotěboři. Do roku 2019 sídlilo v zámku Chotěboř na Riegrově ulici v Chotěboři.

## Historie
Muzeum bylo v Chotěboři založeno v roce 1885, 26. dubna byl obecním zastupitelstvem schválen Statut muzea města Chotěboře a tak bylo tehdejší Městské muzeum zřízeno jako zařízení města, město tak bylo vlastníkem sbírek a provozovatelem muzea. Velkou podporou pro vznikající muzeum byla tehdejší Občanská záložna, která podporovala provoz muzea a také poskytla pro sbírky muzea místnost ve svém sídle, tam muzeum působilo až do roku 1933, zpočátku však byly sbírky umístěny v budově radnice na náměstí (nynější náměstí T. G. Masaryka). Městské muzeum byl spravováno devítičlenným kuratoriem, kdy předsedou byl purkmistr Chotěboře Felix Hubáček, později, 26. prosince 1885, byl založen Muzejní spolek, kdy předsedou spolku byl Jan Václav Dobrzenský, místopředsedou byl také Felix Hubáček. Muzejní spolek i kuratorium zaniklo v roce 1911.
Prvním správcem muzea byl Josef Václav Neudörfl, ten působil v muzeu až do své smrti v roce 1911, činnost muzea upadala, problémy byly primárně s umístěním sbírek a depozitu v budově Občanské záložny. Po smrtí J. B. Neudörfla sbírky byly v neutěšeném stavu a městská rada byla požádána o asistenci s řešením situace. Dalším správcem muzea byl pak 7. listopadu 1911 ustanoven Čeněk Houba, ten uspořádal sbírky a založil inventář sbírek. V roce 1928 Čeněk Houba skončil na vlastní žádost s prací správce. Dalším správcem se 1. března 1929 stal učitel dějepisu gymnázia v Chotěboři Jan Ullmann, ten působil jako správce do roku 1945. Muzeum se v roce 1933 přestěhovalo z místnosti Občanské záložny do budovy radnice, kde muzejní místnost sloužila primárně jako depozitář, v těchto prostorech muzeum sídlilo do roku 1939. Posléze byla místnost předána do užívání německému vojsku a muzeum bylo přesunuto do skladu nářadí městské elektrárny (nyní budova v ulici Hromádky z Jistebnice, čp. 607), tam došlo k rozkradení a devastaci sbírek. V prostorách elektrárny muzeum sídlilo do roku 1948, kdy dostalo výpověď a nový správce (od roku 1945 Jaroslav Tichý) získal místnost v budově židovské modlitebny na Palackého třídě čp. 332, sbírky se tedy přesunuly do těchto prostor, nejcennější kusy však byly přesunuty do bytu správce a dalších pracovníků muzea.
Další stěhování proběhlo v roce 1952, kdy muzeum bylo přestěhováno do 1. patra zámku v Chotěboři, kdy tak muzeum konečně mohlo zpřístupnit svoje sbírky a zahájit výstavní činnost. V roce 1959 muzeum získalo prvního zaměstnance, na konci srpna 1964 byl správce muzea Tichý donucen vzdát se funkce správce a rozvoj muzea tak stagnoval. Od 1. září působil ve funkci správce a prvního placeného ředitele Karel Nejedlý, v roce 1966 získalo muzeum do správy celý zámek a ten tak prošel v první polovině 70. let rekonstrukcí exteriéru i interiéru a došlo také ke změnám, které upravili zámek pro potřeby výstavní a muzejní činnosti. V osmdesátých letech došlo k rozšíření a úpravě výstavních sálů a byla zpřístupněna zámecká kaple a oratoř.
Zámek byl v roce 1992 v restituci vrácen původním majitelům Dobrzenským, muzeum tak působilo v zámku na základě nájemní smlouvy na dobu určitou do roku 2018. Rozšíření nájemní smlouvy bylo podepsáno v listopadu 2015 a muzeum pak působilo v prostorách zámku ještě do konce roku 2019. Prvním porestitučním majitelem zámku byl Jan Maxmilián Dobřenský z Dobřenic, současným majitelem zámku je Jan Josef Dobřenský z Dobřenic. Roku 2019 zakoupilo město budovu pošty, aby zde vzniklo nové muzeum.

## Expozice
Nová expozice, budovaná od roku 2019, se zaměří na historii a přírodu Chotěbořska.